# Thelypodiopsis vaseyi
Thelypodiopsis vaseyi är en korsblommig växtart som först beskrevs av Sereno Watson och Benjamin Lincoln Robinson, och fick sitt nu gällande namn av Reed Clark Rollins. Thelypodiopsis vaseyi ingår i släktet Thelypodiopsis och familjen korsblommiga växter. Inga underarter finns listade i Catalogue of Life.